# Heinz Günter Konsalik
Heinz Günter Konsalik (né Heinz Gunther le 28 mai 1921 à Cologne en province de Rhénanie et mort le 2 octobre 1999 à Salzbourg en Autriche), est un romancier allemand. Un grand nombre de ses ouvrages est en rapport avec la Seconde Guerre mondiale. De son vivant, il connaît un grand succès commercial : 83 millions d'exemplaires vendus de ses 155 romans, traduits dans 42 langues, ce qui fait de lui l'auteur allemand le plus lu de l'après-guerre.
Il publie ses œuvres sous plusieurs pseudonymes : Konsalik (nom de jeune fille de sa mère), Henry Pahlen, Stefan Doerner, Jens Bekker, Benno von Marroth et Boris Nikolai.

## Biographie
Son père est directeur d'une compagnie d'assurance. À l'âge de dix ans, il écrit une première fiction. Vers seize ans, il rédige des feuilletons dans les journaux de Cologne, sa ville natale. En 1938, il a dix-huit ans quand il publie son premier poème. Il rejoint ensuite l'organisation paramilitaire des Jeunesses hitlériennes. En décembre 1939, il est employé à la Gestapo,. Après le baccalauréat, il étudie d’abord la médecine, puis s'oriente vers les études du théâtre et l'histoire de la littérature et de la philologie allemandes.
Durant la Seconde Guerre mondiale, Konsalik est d'abord reporter de guerre en France puis soldat sur le front russe, le plus dangereux de tous ; il est grièvement blessé au bras. Après son retour de la guerre, il est rédacteur en chef au Lustigen Illustrierten. En 1948, paraît son premier roman : Liebesspiel mit Jubilalar (renommé plus tard Le Gentleman, Der Gentleman).
Il se marie à une enseignante, Elsbeth, avec qui il a deux filles. En 1956, est publié Le Médecin de Stalingrad (Der Arzt Von Stalingrad) dans lequel il écrit les pensées d'un prisonnier de guerre allemand. Cette œuvre sera interdite en URSS jusqu'en 1987.
À 75 ans, Konsalik est escroqué par son conseiller de placements de fonds : il perd une fortune de neuf millions de Deutsche Marks et tous les droits d'auteur sur ses livres. Il récupère les droits sur ses nouveaux romans. Il se sépare de son épouse et vit avec une jeune Chinoise de 44 ans sa cadette, Ke Gao.
Heinz Konsalik meurt à 78 ans d'une attaque d'apoplexie. Il est enterré au Melaten-Friedhof de Cologne.

## Œuvre littéraire
Presque exclusivement composée de romans, son œuvre traite souvent de crimes de guerre commis par les soldats allemands en Union soviétique, mais aussi des crimes perpétrés en Allemagne par les soldats alliés. L'auteur montre l'aspect humain des choses tel que vécu par les soldats et les familles. Ainsi, La Maison des visages perdus (Das geschenkte Gesicht) décrit la convalescence d'un soldat allemand défiguré par une mine, et comment ce drame influe sur ses relations avec son épouse.
Si l'œuvre de Konsalik dénonce l'absurdité de la guerre, elle ne porte jamais de jugement sur la position de l'Allemagne pendant la Seconde Guerre mondiale. Les romans traitent des êtres humains dans des situations désespérées, contraints de faire ce que leur dicte la loi militaire allemande.
Malgré le grand succès commercial de Konsalik (environ 3,2 millions de ses romans sont vendus chaque année dans le monde), les critiques rejetteront son œuvre. L'auteur dira qu'il ne les prenait pas au sérieux : « Le secret de ma réussite réside dans le fait que j’écris de la manière dont pense et parle mon lecteur, a-t-il dit. Je n’aurai jamais le prix Nobel. »
Konsalik a, par ailleurs, écrit des romans d'aventures (Les Damnés de la taïga, 1974) ainsi que des romans sentimentaux.
Des questions restent toujours en suspens quant à son travail au sein de la Gestapo, et au fait de savoir s'il a employé en secret un ou plusieurs nègres littéraires.

## Œuvre parue en France
(liste exhaustive. La première date est celle de la première parution en France)
- 1957 : La Neige sur le grand fleuve (renommé Le Médecin de Stalingrad en 1962[9] (Der Arzt von Stalingrad, 1956)
- 1960 : Bataillon disciplinaire (Strafbataillon 999, 1959)
- 1963 : La Maison des visages perdus (Das geschenkte Gesicht. I, 1962)
- 1963 : Le Retour tragique (Das geschenkte Gesicht. II, 1962)
- 1963 : La Route sanglante (Die Rollbahn, 1959)
- 1964 : Natacha (Russische Sinfonie : Natascha, 1962)
- 1964 : Dans un monde inconnu (Entmündigt, 1963)
- 1964 : Le Dernier Prisonnier (Der letzte Gefangene, 1961)
- 1964 : Symphonie russe (Russische Sinfonie : Der Himmel über Kasakstan, 1962)
- 1965 : Erika Werner, chirurgienne (Dr med. Erika Werner, 1962) réédité sous le titre Docteur Erika Werner
- 1965 : Ils sont tombés du ciel (Sie fielen vom Himmel, 1958) réédité en 1987 sous le titre Renate
- 1965 : Le Cœur de la 6e armée (Das Herz der 6. Armee, 1964)
- 1967 : Je guérirai les incurables (Diagnose Krebs, 1961)
- 1967 : Beaucoup de mères s'appellent Anita (Viele Mütter heissen Anita, 1956)
- 1967 : Les Fruits sauvages de la nuit (Zum Nachtisch wilde Früchte, 1967)
- 1967 : Nuits d'amour dans la taïga (Liebesnächte in der Taiga, 1966)
- 1968 : Nuits sur le Nil (Nächte am Nil, 1967)[10] publié initialement sous le pseudonyme de Henry Pahlen
- 1968 : La Saison chaude (Saison für Damen, 1966) publié initialement sous le pseudonyme de Stefan Doerner et réédité sous le titre La Saison des dames
- 1968 : Le destin prête aux pauvres (Schicksal aus zweiter Hand, 1959)
- 1968 : Amour et sable chaud (Liebe auf heissem Sand, 1967)
- 1968 : La Fille du diable (Die Tochter des Teufels, 1967)
- 1968 : Médecin des esprits perdus (Das Schloss der blauen Vögel, 1968)
- 1969 : La Passion du docteur Bergh : Roman d'un médecin (Der rostende Ruhm : Roman eines Arztes, 1960)
- 1969 : Les Délinquantes (Mädchen im Moor, 1965) publié initialement sous le pseudonyme de Stefan Doerner
- 1969 : Je réclame la peine de mort (Ich beantrage Todesstrafe, 1960)
- 1970 : Le Défi des hommes (Das Lied der schwarzen Berge, 1958)
- 1970 : Le Canal silencieux (Ich suche Dr Klaring, 1954)
- 1970 : Noces de sang à Prague (Bluthochzeit in Prag, 1969)
- 1970 : Manœuvres d'automne (Manöver im Herbst, 1967)
- 1971 : Amours sur le Don (Liebe am Don, 1970)
- 1971 : Enfer vert (Agenten lieben gefährlich, 1970)
- 1971 : Le Médecin du désert (Der Wüstendoktor, 1971)
- 1972 : La Menace (Die Drohung, 1972)
- 1973 : L'Homme au visage d'ange (Ein Mann wie ein Erdbeben, 1972)
- 1973 : Mourir sous les palmes (Wer stirbt schon gerne unter Palmen, I, Der Vater, 1972)
- 1973 : Brûlant comme le vent des steppes (Heiss wie der Steppenwind, 1971)
- 1974 : Une déesse ne pleure pas (Eine Urwaldgöttin darf nicht weinen, 1973)
- 1974 : Deux heures pour s'aimer (Zwei Stunden Mittagspause, 1973)
- 1974 : Laska : Un nom hongrois qui signifie l'amour (Mein Pferd und ich, 1973)
- 1974 : L'Ange des oubliés (Engel der Vergessenen, 1974)
- 1974 : Ausweis pour la nuit (Aus dem Nichts ein neues Leben, 1973)
- 1974 : Aimer sous les palmes (Wer stirbt schon gerne unter Palmen, II, Der Sohn, 1973) suite de Mourir sous les palmes
- 1974 : L'Or du Zephyrus (Ein Toter Taucher nimmt kein Gold, 1973)
- 1975 : Le Médecin de la vallée (Im Tal der bittersüssen Träume, 1975)
- 1975 : Les Damnés de la taïga (Die Verdammten der Taiga, 1974)
- 1975 : La Grande Peur venue du ciel (Ein Komet fällt vom Himmel, 1974)
- 1976 : Le Fils du Soleil (Wen die schwarze Göttin ruft, 1974)
- 1976 : La Route infernale (Strasse in die Hölle, 1975)
- 1976 : L'amour est le plus fort (Liebe ist stärker als der Tod, 1975)
- 1976 : L'Homme qui oublia son passé (Der Mann, der sein Leben vergass, 1952)
- 1977 : Deux filles en liberté (Zwillinge mit kleinen Fehlern, 1976)
- 1977 : Folles Vacances (Bittersüsses 7. Jahr, 1976)
- 1977 : La Caravane des sables (Haie an Bord, 1976)
- 1977 : Le Médecin de la tsarine (Der Leibarzt der Zarin, 1972)
- 1977 : Une nuit de magie noire (Die Nacht des schwarzen Zaubers, 1975)
- 1978 : Un été pas comme les autres (Sonja und das Millionenbild, 1975)
- 1978 : Amour cosaque (Kosakenliebe, 1975)
- 1978 : Un heureux mariage (Eine glückliche Ehe, 1977)
- 1978 : Alarme ! (Alarm !, 1976)
- 1979 : Double Jeu (Das Doppelspiel, 1977)
- 1979 : La Clinique des cœurs perdus (Das Haus der verlorenen Herzen, 1978)
- 1980 : Ils étaient dix (Sie waren zehn, 1979)
- 1980 : Le Mystère des Sept Palmiers (Das Geheimnis der sieben Palmen, 1978)
- 1980 : Natalia (Natalia, ein Mädchen aus der Taiga, 1977)
- 1981 : Les Masques de l'amour (Die Masken der Liebe, 1980)
- 1981 : La Malédiction des émeraudes (Der Fluch der grünen Steine, 1979)
- 1981 : L'Héritière (Die Erbin, 1979)
- 1981 : La Face obscure de la gloire (Die dunkle Seite des Ruhms, 1980)
- 1982 : Il ne resta qu'une voile rouge (Es blieb nur ein rotes Segel, 1980)
- 1982 : Amour en Camargue (Liebe lässt alle Blumen blühen, 1979)
- 1982 : Jusqu'au bout de l'amour (Schwarzfahrt aus Liebe, 1954)
- 1982 : Diabolique Rival (Eine angesehene Familie, 1980)
- 1982 : Le Scandale (Das unanständige Foto, 1980)
- 1983 : Au fil de l'eau
- 1983 : Bataillons de femmes (Frauenbataillon, 1981)
- 1983 : Entre l'amour et la haine (Wie ein Hauch von Zauberblüten, 1981)
- 1983 : Les Amants de Sotchi (Die Liebenden von Sotschi, 1982)
- 1983 : Les Vignes sauvages (Wilder Wein, 1981)
- 1984 : Amours d'été (Sommerliebe, 1981)
- 1984 : Le Jeu de l'amour (Spiel der Herzen, 1983)
- 1984 : Seuls dans la tourmente (Die Fahrt nach Feuerland, 1982)
- 1984 : Un jeune homme insolent (Der verhängnisvolle Urlaub, 1982)
- 1984 : Une aventure amoureuse (Verliebte Abenteuer, 1980)
- 1984 : Vacances sur la Riviera (Mit Familienanschluss, 1982)
- 1984 : On ne force pas la chance (Glück muss man haben, 1982)
- 1984 : Le Gentleman (Der Gentleman, 1948)
- 1984 : Une croix en Sibérie (Ein Kreuz in Sibirien, 1983)
- 1984 : Un mariage en Silésie (Vor dieser Hochzeit wird gewarnt, 1982)
- 1985 : Quadrille (Frauen verstehen mehr von Liebe, 1982)
- 1985 : Coup de théâtre (Fronttheater, 1962)
- 1985 : Opération Dauphin (Unternehmen Delphin, 1983)
- 1985 : Clinique privée (Rausch, 1965)
- 1985 : Le Médecin de la jonque (Der Dschunkendoktor, 1983)
- 1986 : La Guérisseuse (Die strahlenden Hände, 1984)
- 1986 : Conjuration amoureuse (Die Liebesverschwörung, 1984)
- 1986 : Le Bateau de l'espoir (Das Schiff der Hoffnung, 1968) publié initialement sous le pseudonyme de Boris Nikolai
- 1986 : L'Oncle d'Amérique (Das Gift der alten Heimat, 1983)
- 1986 : Un été avec Danica (Ein Sommer mit Danica, 1973)
- 1987 : Amours de guerre (Heimaturlaub, 1982)
- 1987 : Cœur de glace, suivi de L'Homme aux yeux verts (Das Herz aus Eis / Die grünen Augen von Finchley, 1984)
- 1987 : La Jeune fille et le Sorcier (Das Mädchen und der Zauberer, 1984)
- 1987 : La Nuit de la tentation (Nacht der Versuchung, 1969) publié initialement sous le pseudonyme de Jens Bekker
- 1988 : Le Sacrifice des innocents (Wer sich nicht wehrt..., 1986)
- 1988 : Feu dans la savane (In den Klauen des Löwen, 1969) publié initialement sous le pseudonyme de Henry Pahlen
- 1988 : Une étrange croisière (Promenadendeck, 1985)
- 1988 : L'Enfant tragique (Geliebter, betrogener Mann, 1966) publié initialement sous le pseudonyme de Jens Bekker
- 1989 : Et cependant la vie était belle (Und dennoch war das Leben schön, 1985)
- 1988 : Pour un péché de trop (Eine Sünde zuviel, 1965) publié initialement sous le pseudonyme de Jens Bekker
- 1989 : Les Médecins de la dernière chance (Das goldene Meer, 1987)
- 1990 : Le Trésor des tsars (Das Bernsteinzimmer, 1988)
- 1991 : Roulette sibérienne (Sibirisches Roulette, 1986)
- 1991 : La Baie des perles noires (Die Bucht der schwarzen Perlen, 1989)
- 1991 : Le Pavillon des rêves (Treibhaus der Träume, 1968) publié initialement sous le pseudonyme de Stefan Doerner
- 1992 : Complot en Amazonie (Das Regenwald-Komplott, 1990)
- 1991 : La Vallée sans soleil (Tal ohne Sonne, 1990)
- 1993 : Le Pavillon de jade (Der Jade-Pavillon, 1991)
- 1994 : Pétrole connection (Öl-Connection, 1993)
- 1995 : La Clinique du docteur Ratja Banda (Der verkaufte Tod, 1992)
- 1996 : La Mafia du sang (Die Blut-Mafia, 1994)
- 1996 : La Clinique de l'aéroport (Airport-Klinik, 1992)
- 1997 : Le Mandarin noir (Der schwarze Mandarin, 1994)
- 1997 : SOS, avion en péril (Mayday... Mayday... Eastern Wings 610, 1995)
- 1997 : Dans l'antre du tigre (Im Auftrag des Tigers, 1996)
- 1998 : Extase mortelle (Die Ecstasy-Affäre, 1996)
- 1998 : Le Château de la peur (Der Herr der zerstörten Seelen, 1997)
- 1998 : La Baie des requins (Das Riff der roten Haie, 1993)
- 2000 : L'Hypnotiseur (Der Hypnosearzt, 1999)
- 2000 : La Passion du docteur Reinhard (Die Gutachterin, 1998)

## Autres romans non traduits
Voir la liste exhaustive sur le site Bibliothèque nationale allemande 

## Adaptation au cinéma et à  la télévision
(liste non exhaustive)
- 1958 : Le Médecin de Stalingrad (Der Arzt von Stalingrad), film de Géza von Radványi, avec O.E. Hasse, Eva Bartok, sorti en France le 27 août 1958.
- 1960 : Bataillon 999 (Strafbataillon 999), film de la RFA réalisé par Harald Philipp, inédit en France.
- 1967 : Sibérie, terre de violence (Liebesnächte in der Taiga), film de la RFA réalisé par Harald Philipp, avec Thomas Hunter, Marie Versini.
- 1974 : Pas d'or pour les requins (en) (Ein toter Taucher nimmt kein Gold), film de la RFA réalisé par Harald Reinl, sorti en France le 24 mai 1976. Adapté du roman Ein toter Taucher nimmt kein Gold (1973).
- 1974 : Wer stirbt schon gerne unter Palmen, film d'Alfred Vohrer
- 1978 : Docteur Erika Werner, série télévisée franco-suisse de six épisodes, avec Leslie Caron, Paul Barge, François Darbon, adaptée du roman Dr med. Erika Werner (1962).
- 1983 : L'Attrapeur (Liebe läßt alle Blumen blühen), téléfilm de Marco Serafini (de)
- 1996 : Une clinique au soleil (titre d'abord envisagé : La Passion du docteur Bergh), téléfilm franco-allemand réalisé par Josée Dayan, avec Pierre Arditi, Evelyne Bouix, Rüdiger Vogler, Simon de la Brosse. Adapté du roman La Passion du docteur Bergh (1960). Titre allemand : Dr. Berg : Nur das Leben zählt.
- 1997 : Mayday - Flug in den Tod, film allemand réalisé par Chris Bould, avec Robert John Burke, Annabeth Gish, Heinz Hoenig. Adapté du roman SOS, avion en péril (1995).
- 1998 : Eine Sünde zuviel, téléfilm allemand réalisé par Udo Witte, avec Gudrun Landgrebe, Heiner Lauterbach. Adapté du roman Pour un péché de trop (1965).
- 1998 : Liebe im Schatten des Drachen, film allemand réalisé par Otto Alexander Jahrreiss, avec Jürgen Prochnow. Adapté du roman Le Mandarin noir (1994).
- 1998 : Eine Lüge zuviel, téléfilm allemand réalisé par Thomas Jacob. Adapté du roman Deux heures pour s'aimer (1973).